# Kvalifikace na Mistrovství světa ve fotbale 2018 (UEFA)
Kvalifikace na Mistrovství světa ve fotbale 2018 zóny UEFA určí 13 účastníků finálového turnaje v Rusku.
Evropská kvalifikace začne v září 2016 po Mistrovství Evropy ve fotbale 2016 ve Francii a skončí v listopadu 2017. Týmy byly rozlosovány do devíti skupin po šesti týmech. Devět vítězů jednotlivých skupin postoupí přímo na mistrovství světa. Týmy na druhých místech budou seřazeny do žebříčku, ve kterém se budou počítat pouze zápasy s prvním, třetím, čtvrtým a pátým týmem dané skupiny. Osm nejlepších týmů podle tohoto žebříčku bude hrát baráž o zbylé čtyři místenky.

## Losování
Rusko jako pořadatel má účast na závěrečném turnaji jistou. Celkem 52 členských reprezentací bylo rozlosováno do 9 skupin. Dne 9. června 2016 byly do kvalifikace dodatečně zařazeny týmy Gibraltaru a Kosova, čímž se počet účastníků evropské části kvalifikace zvýšil na 54.
Do každé ze skupin byl nalosován jeden tým z každého koše. Výjimkou bylo, že se v jedné skupině nesměly z politických důvodů potkat týmy Arménie a Ázerbájdžánu, k čemuž ale nemohlo dojít už z podstaty toho, že byly nasazeny ve stejném koši. Los se uskutečnil 25. července 2015 v Petrohradu.
| Koš 1                                                                            | Koš 2                                                                               | Koš 3                                                                       | Koš 4                                                                               | Koš 5                                                                        | Koš 6                                                                                   |
| -------------------------------------------------------------------------------- | ----------------------------------------------------------------------------------- | --------------------------------------------------------------------------- | ----------------------------------------------------------------------------------- | ---------------------------------------------------------------------------- | --------------------------------------------------------------------------------------- |
| Německo Belgie Nizozemsko Portugalsko Rumunsko Anglie Wales Španělsko Chorvatsko | Slovensko Rakousko Itálie Švýcarsko Česko Francie Island Dánsko Bosna a Hercegovina | Ukrajina Skotsko Polsko Maďarsko Švédsko Albánie Severní Irsko Srbsko Řecko | Turecko Slovinsko Izrael Irsko Norsko Bulharsko Faerské ostrovy Černá Hora Estonsko | Kypr Lotyšsko Arménie Finsko Bělorusko Makedonie Ázerbájdžán Litva Moldavsko | Kazachstán Lucembursko Lichtenštejnsko Gruzie Malta San Marino Andorra Gibraltar Kosovo |

## Kvalifikační skupiny

### Skupina A
| Tým         | Z  | V | R | P | VG | IG | +/- | B  |
| ----------- | -- | - | - | - | -- | -- | --- | -- |
| Francie     | 10 | 7 | 2 | 1 | 18 | 6  | +12 | 23 |
| Švédsko     | 10 | 6 | 1 | 3 | 26 | 9  | +17 | 19 |
| Nizozemsko  | 10 | 6 | 1 | 3 | 21 | 12 | +9  | 19 |
| Bulharsko   | 10 | 4 | 1 | 5 | 14 | 19 | -5  | 13 |
| Lucembursko | 10 | 1 | 3 | 6 | 8  | 26 | -18 | 6  |
| Bělorusko   | 10 | 1 | 2 | 7 | 6  | 21 | -15 | 5  |

### Skupina B
| Tým             | Z  | V | R | P | VG | IG | +/- | B  |
| --------------- | -- | - | - | - | -- | -- | --- | -- |
| Portugalsko     | 10 | 9 | 0 | 1 | 32 | 4  | +28 | 27 |
| Švýcarsko       | 10 | 9 | 0 | 1 | 23 | 7  | +16 | 27 |
| Maďarsko        | 10 | 4 | 1 | 5 | 14 | 14 | 0   | 13 |
| Faerské ostrovy | 10 | 2 | 3 | 5 | 4  | 16 | -12 | 9  |
| Lotyšsko        | 10 | 2 | 1 | 7 | 7  | 18 | -11 | 7  |
| Andorra         | 10 | 1 | 1 | 8 | 2  | 23 | -21 | 4  |

### Skupina C
| Tým           | Z  | V  | R | P  | VG | IG | +/- | B  |
| ------------- | -- | -- | - | -- | -- | -- | --- | -- |
| Německo       | 10 | 10 | 0 | 0  | 43 | 4  | +39 | 30 |
| Severní Irsko | 10 | 6  | 1 | 3  | 17 | 6  | +11 | 19 |
| Česko         | 10 | 4  | 3 | 3  | 17 | 10 | +7  | 15 |
| Norsko        | 10 | 4  | 1 | 5  | 17 | 16 | +1  | 13 |
| Ázerbájdžán   | 10 | 3  | 1 | 6  | 10 | 19 | -9  | 10 |
| San Marino    | 10 | 0  | 0 | 10 | 2  | 51 | -49 | 0  |

### Skupina D
| Tým       | Z  | V | R | P | VG | IG | +/- | B  |
| --------- | -- | - | - | - | -- | -- | --- | -- |
| Srbsko    | 10 | 6 | 3 | 1 | 20 | 10 | +10 | 21 |
| Irsko     | 10 | 5 | 4 | 1 | 12 | 6  | +6  | 19 |
| Wales     | 10 | 4 | 5 | 1 | 13 | 6  | +7  | 17 |
| Rakousko  | 10 | 4 | 3 | 3 | 14 | 12 | +2  | 15 |
| Gruzie    | 10 | 0 | 5 | 5 | 8  | 14 | -6  | 5  |
| Moldavsko | 10 | 0 | 2 | 8 | 4  | 23 | -19 | 2  |

### Skupina E
| Tým        | Z  | V | R | P | VG | IG | +/- | B  |
| ---------- | -- | - | - | - | -- | -- | --- | -- |
| Polsko     | 10 | 8 | 1 | 1 | 28 | 14 | +14 | 25 |
| Dánsko     | 10 | 6 | 2 | 2 | 20 | 8  | +12 | 20 |
| Černá Hora | 10 | 5 | 1 | 4 | 20 | 12 | +8  | 16 |
| Rumunsko   | 10 | 3 | 4 | 3 | 12 | 10 | +2  | 13 |
| Arménie    | 10 | 2 | 1 | 7 | 10 | 26 | -16 | 7  |
| Kazachstán | 10 | 0 | 3 | 7 | 6  | 26 | -20 | 3  |

### Skupina F
| Tým       | Z  | V | R | P | VG | IG | +/- | B  |
| --------- | -- | - | - | - | -- | -- | --- | -- |
| Anglie    | 10 | 8 | 2 | 0 | 18 | 3  | +15 | 26 |
| Slovensko | 10 | 6 | 0 | 4 | 17 | 7  | +10 | 18 |
| Skotsko   | 10 | 5 | 3 | 2 | 17 | 12 | +5  | 18 |
| Slovinsko | 10 | 4 | 3 | 3 | 12 | 7  | +5  | 15 |
| Litva     | 10 | 1 | 3 | 6 | 7  | 20 | -13 | 6  |
| Malta     | 10 | 0 | 1 | 9 | 3  | 25 | -22 | 1  |

### Skupina G
| Tým             | Z  | V | R | P  | VG | IG | +/- | B  |
| --------------- | -- | - | - | -- | -- | -- | --- | -- |
| Španělsko       | 10 | 9 | 1 | 0  | 36 | 3  | +33 | 28 |
| Itálie          | 10 | 7 | 2 | 1  | 21 | 8  | +13 | 23 |
| Albánie         | 10 | 4 | 1 | 5  | 10 | 13 | -3  | 13 |
| Izrael          | 10 | 4 | 0 | 6  | 10 | 15 | -5  | 12 |
| Makedonie       | 10 | 3 | 2 | 5  | 15 | 15 | 0   | 11 |
| Lichtenštejnsko | 10 | 0 | 0 | 10 | 1  | 39 | -38 | 0  |

### Skupina H
| Tým                 | Z  | V | R | P  | VG | IG | +/- | B  |
| ------------------- | -- | - | - | -- | -- | -- | --- | -- |
| Belgie              | 10 | 9 | 1 | 0  | 43 | 6  | +37 | 28 |
| Řecko               | 10 | 5 | 4 | 1  | 17 | 6  | +11 | 19 |
| Bosna a Hercegovina | 10 | 5 | 2 | 3  | 24 | 13 | +11 | 17 |
| Estonsko            | 10 | 3 | 2 | 5  | 13 | 19 | -6  | 11 |
| Kypr                | 10 | 3 | 1 | 6  | 9  | 18 | -9  | 10 |
| Gibraltar           | 10 | 0 | 0 | 10 | 3  | 47 | -44 | 0  |

### Skupina I
| Tým        | Z  | V | R | P | VG | IG | +/- | B  |
| ---------- | -- | - | - | - | -- | -- | --- | -- |
| Island     | 10 | 7 | 1 | 2 | 16 | 7  | +9  | 22 |
| Chorvatsko | 10 | 6 | 2 | 2 | 15 | 4  | +11 | 20 |
| Ukrajina   | 10 | 5 | 2 | 3 | 13 | 9  | +4  | 17 |
| Turecko    | 10 | 4 | 3 | 3 | 14 | 13 | +1  | 15 |
| Finsko     | 10 | 2 | 3 | 5 | 9  | 13 | -4  | 9  |
| Kosovo     | 10 | 0 | 1 | 9 | 3  | 24 | -21 | 1  |

## Baráž
Do baráže postoupí nejlepších 8 týmů na druhých místech. Jeden tým tak přímo vypadne, přestože se umístí ve své skupině na druhé příčce. Do žebříčku týmů na druhých místech se podle původních pravidel neměly počítat výsledky se šestými týmy v dané skupině, aby nebyly znevýhodněny pětičlenné skupiny. Přestože po dodatečném přidání Gibraltaru a Kosova již není žádná skupina pětičlenná, původní rozhodnutí zůstává a týmům na druhých místech se počítají pouze zápasy s týmy na třetím, čtvrtém a pátém místě.

### Žebříček týmů na druhých místech
| Tým           | Sk. | Z | V | R | P | VG | IG | +/- | B  |                  |
| ------------- | --- | - | - | - | - | -- | -- | --- | -- | ---------------- |
| Švýcarsko     | B   | 8 | 7 | 0 | 1 | 18 | 6  | +12 | 21 | Postup do baráže |
| Itálie        | G   | 8 | 5 | 2 | 1 | 12 | 8  | +4  | 17 | Postup do baráže |
| Dánsko        | E   | 8 | 4 | 2 | 2 | 13 | 6  | +7  | 14 | Postup do baráže |
| Chorvatsko    | I   | 8 | 4 | 2 | 2 | 8  | 4  | +4  | 14 | Postup do baráže |
| Švédsko       | A   | 8 | 4 | 1 | 3 | 18 | 9  | +9  | 13 | Postup do baráže |
| Severní Irsko | C   | 8 | 4 | 1 | 3 | 10 | 6  | +4  | 13 | Postup do baráže |
| Řecko         | H   | 8 | 3 | 4 | 1 | 9  | 5  | +4  | 13 | Postup do baráže |
| Irsko         | D   | 8 | 3 | 4 | 1 | 7  | 5  | +2  | 13 | Postup do baráže |
| Slovensko     | F   | 8 | 4 | 0 | 4 | 11 | 6  | +5  | 12 |                  |

### Zápasy
V jednotlivých dvojicích se hraje systémem doma-venku. Úvodní zápasy se odehrají od 9. do 11. listopadu, odvety od 12. do 14. listopadu. Z obou zápasů se sečte skóre a lepší tým postupuje na mistrovství světa ve fotbale 2018. V případě rovnosti sečteného skóre rozhodne pravidlo venkovních gólů. V případě, že ani to nerozhodne, hraje se v odvetném zápase prodloužení, případně penaltový rozstřel.
| Domácí v 1. zápase | Celkem | Hosté v 1. zápase | 1. zápas | 2. zápas |
| ------------------ | ------ | ----------------- | -------- | -------- |
| Severní Irsko      | 0 : 1  | Švýcarsko         | 0 : 1    | 0 : 0    |
| Chorvatsko         | 4 : 1  | Řecko             | 4 : 1    | 0 : 0    |
| Dánsko             | 5 : 1  | Irsko             | 0 : 0    | 5 : 1    |
| Švédsko            | 1 : 0  | Itálie            | 1 : 0    | 0 : 0    |

- Švýcarsko zvítězilo celkovým skóre 1 : 0 a postoupila na Mistrovství světa ve fotbale 2018.
- Chorvatsko zvítězilo celkovým skóre 4 : 1 a postoupila na Mistrovství světa ve fotbale 2018.
- Švédsko zvítězilo celkovým skóre 1 : 0 a postoupila na Mistrovství světa ve fotbale 2018.
- Dánsko zvítězilo celkovým skóre 5 : 1 a postoupila na Mistrovství světa ve fotbale 2018.